# Mom's Got a Date with a Vampire
Mom's Got a Date with a Vampire (Nederlands: Mamma heeft een date met een vampier) is een Disney Channel Original Movie uit 2000 onder regie van Steve Boyum.

## Verhaal
Adam en zijn vriend Duffy hebben kaartjes voor het concert van "Headless Horseman". Adams zus Chelsea heeft op dezelfde avond een date met haar vriendje Peter. Als ze huisarrest krijgen van hun moeder Lynette, zijn ze dan ook teleurgesteld. Ze besluiten hun plannen door te zetten, koste wat het kost. Daarom regelen ze een date voor haar moeder. De man blijkt echter mysterieus en als ze vermoeden dat hij een vampier is, moeten ze proberen het leven van hun moeder te redden.

## Rolverdeling
| Acteur              | Personage           | Nederlandste stem    |
| ------------------- | ------------------- | -------------------- |
| Matt O'Leary        | Adam Hansen         | Lukas Sprengers      |
| Laura Vandervoort   | Chelsea Hansen      | Odette Simons        |
| Myles Jeffrey       | Taylor Hansen       | Yari Beekhuizen      |
| Caroline Rhea       | Lynette Hansen      | Eva van der Gucht    |
| Charles Shaughnessy | Dimitri Denatos     | Yastert van Aardenne |
| Robert Carradine    | Malachi Van Helsing | Hugo Metsers         |